# 明石氷販
株式会社明石氷販（あかしひょうはん、英: Akashi-Hyohan co.,ltd.）は、兵庫県明石市に本社を置く、氷・アイスクリーム・冷凍フルーツ・冷凍機器・かき氷の材料等、「冷たいもの」をカテゴリとして「業務用」商品を小売・卸販売する企業。